# Brachistochrona

Brachistochrona

Brachistochrona, krzywa najkrótszego spadku (gr. βραχιστoς brachistos – „najkrótszy” + χρovoς chronos – „czas”) – krzywa, po której masa punktowa pod wpływem stałej siły (siły ciężkości) stacza się w możliwie najkrótszym czasie. Brachistochrona jest fragmentem cykloidy.
Zagadnienie brachistochrony było jednym z pierwszych, do rozwiązania którego wykorzystano rachunek wariacyjny. Problem brachistochrony postawiony został w 1696 przez Johanna Bernoulliego, był wynikiem rywalizacji braci Jakoba oraz Johanna Bernoullich. Problem znalezienia krzywej najszybszego spadku został rozwiązany niezależnie przez Leibniza, Newtona, Johanna Bernoulliego oraz de l’Hospitala.

## Rozwiązanie zagadnienia
Przy założeniu, że równaniem szukanej krzywej jest {\displaystyle y=y(x),} punkty {\displaystyle A} i {\displaystyle B} można zapisać następująco:
{\displaystyle A=(a,y(a))} oraz {\displaystyle B=(b,y(b)).}
Rodzina funkcji (funkcjonał) spełniających założenia problemu jest opisana jako:
{\displaystyle F(y(x))=\int \limits _{a}^{b}{\frac {ds}{v}},}
gdzie:
{\displaystyle ds={\sqrt {1+y'(x)^{2}}}dx} – długość krzywej,
{\displaystyle v} – prędkość, którą można wyznaczyć z zasady zachowania energii:
{\displaystyle {\frac {1}{2}}mv^{2}=mg(y(a)-y(x)),}
stąd:
{\displaystyle v={\sqrt {2g(y(a)-y(x))}}.}
Wyrażenia na {\displaystyle ds} i {\displaystyle v} można teraz wstawić do wyjściowej całki:
{\displaystyle F(y(x))=\int \limits _{a}^{b}{\sqrt {\frac {1+y'(x)^{2}}{2g(y(a)-y(x))}}}dx.}
Nie zmniejszając ogólności rozważań można przyjąć punkt {\displaystyle A} jako {\displaystyle A=(0,0),} co upraszcza dalsze rachunki. Dodatkowo można założyć również, że oś {\displaystyle y} skierowana jest do dołu. Zatem aby rozwiązać postawione zagadnienie, należy wyznaczyć ekstremum (minimum) funkcjonału:
{\displaystyle F(y(x))=\int \limits _{0}^{b}{\sqrt {\frac {1+y'(x)^{2}}{2gy(x)}}}dx.}
Jako że zadana całka nie zależy jawnie od zmiennej {\displaystyle x} można zamiast równania Eulera zastosować tożsamość Beltramiego {\displaystyle (f-y'{\frac {\partial f}{\partial y'}}=C){:}}
{\displaystyle {\sqrt {\frac {1+y'(x)^{2}}{2gy(x)}}}-{\sqrt {\frac {2gy(x)}{1+y'(x)^{2}}}}{\frac {y'(x)^{2}}{2gy(x)}}=C,}
gdzie {\displaystyle C} oznacza pewną stałą. Po uproszczeniu powyższego wyrażenia otrzymuje się:
{\displaystyle y(x)(1+y'(x)^{2})={\frac {1}{2gC^{2}}}=k^{2}.}
Jest to równanie różniczkowe, którego rozwiązaniem jest cykloida postaci:
{\displaystyle x(\theta )={\frac {1}{2}}k^{2}(\theta -\sin \theta ),}
{\displaystyle y(\theta )={\frac {1}{2}}k^{2}(1-\cos \theta ).}